# Rakétaszán

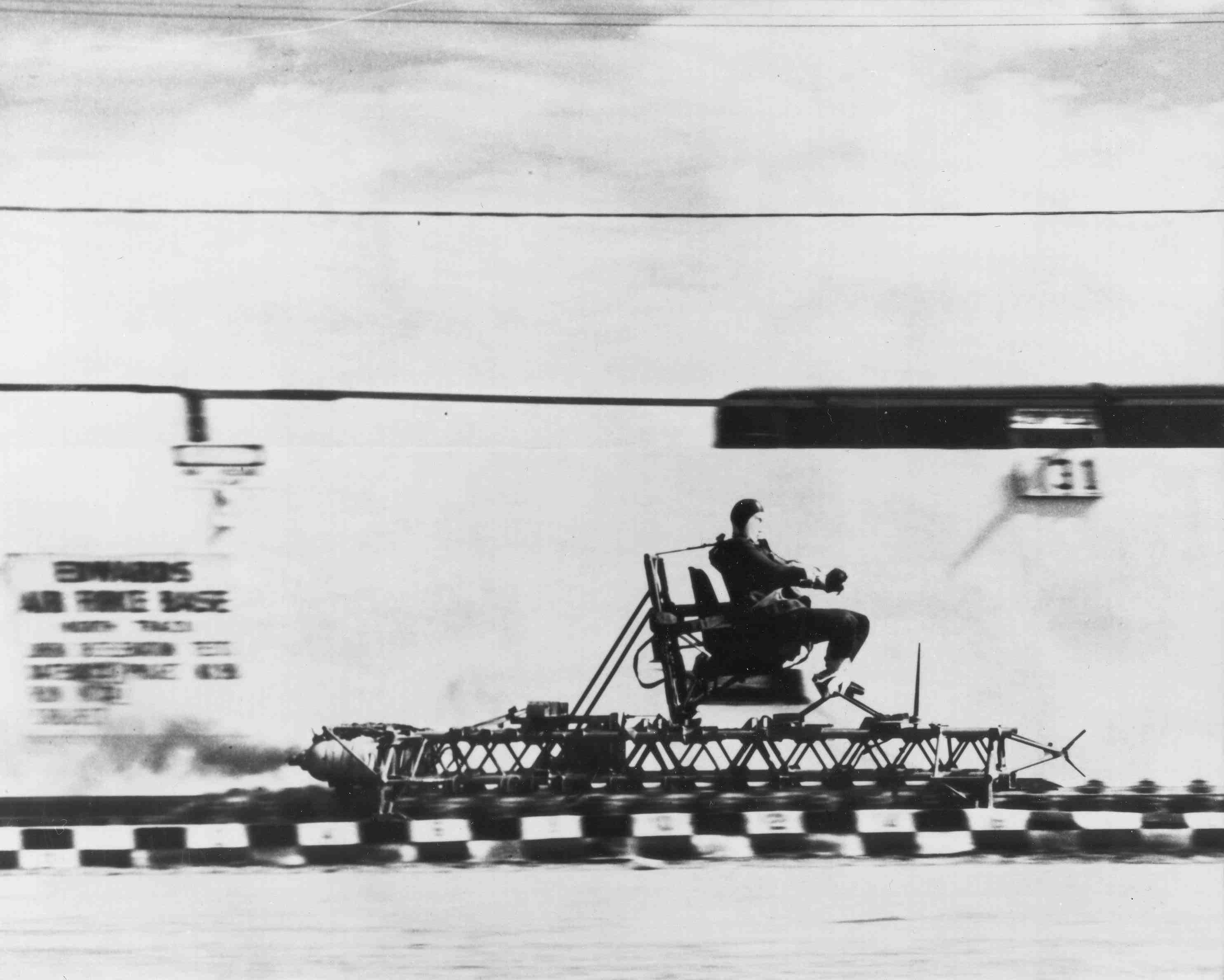
Egy rakétaszán

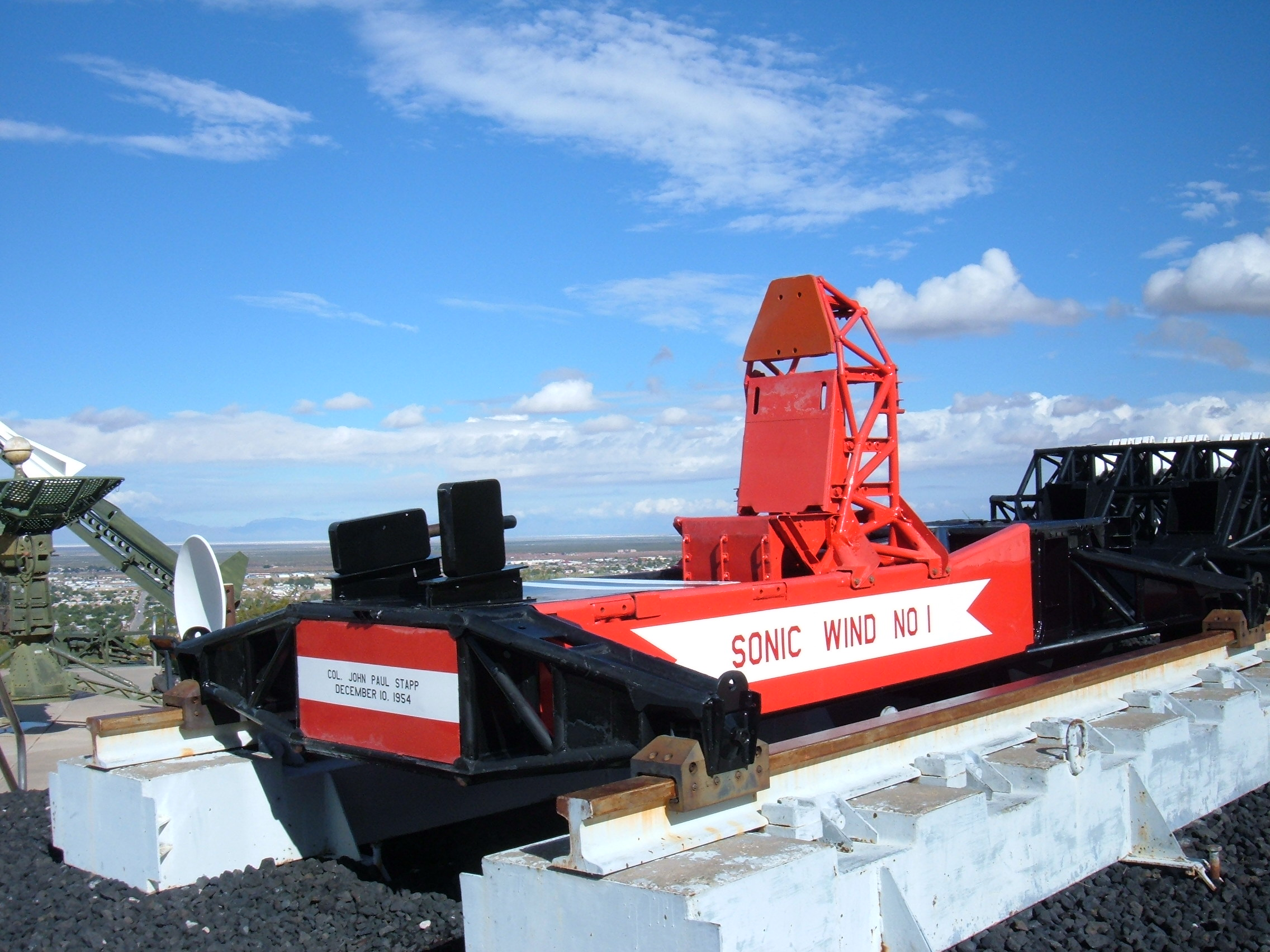
Sonic Wind No. 1 rocket sled

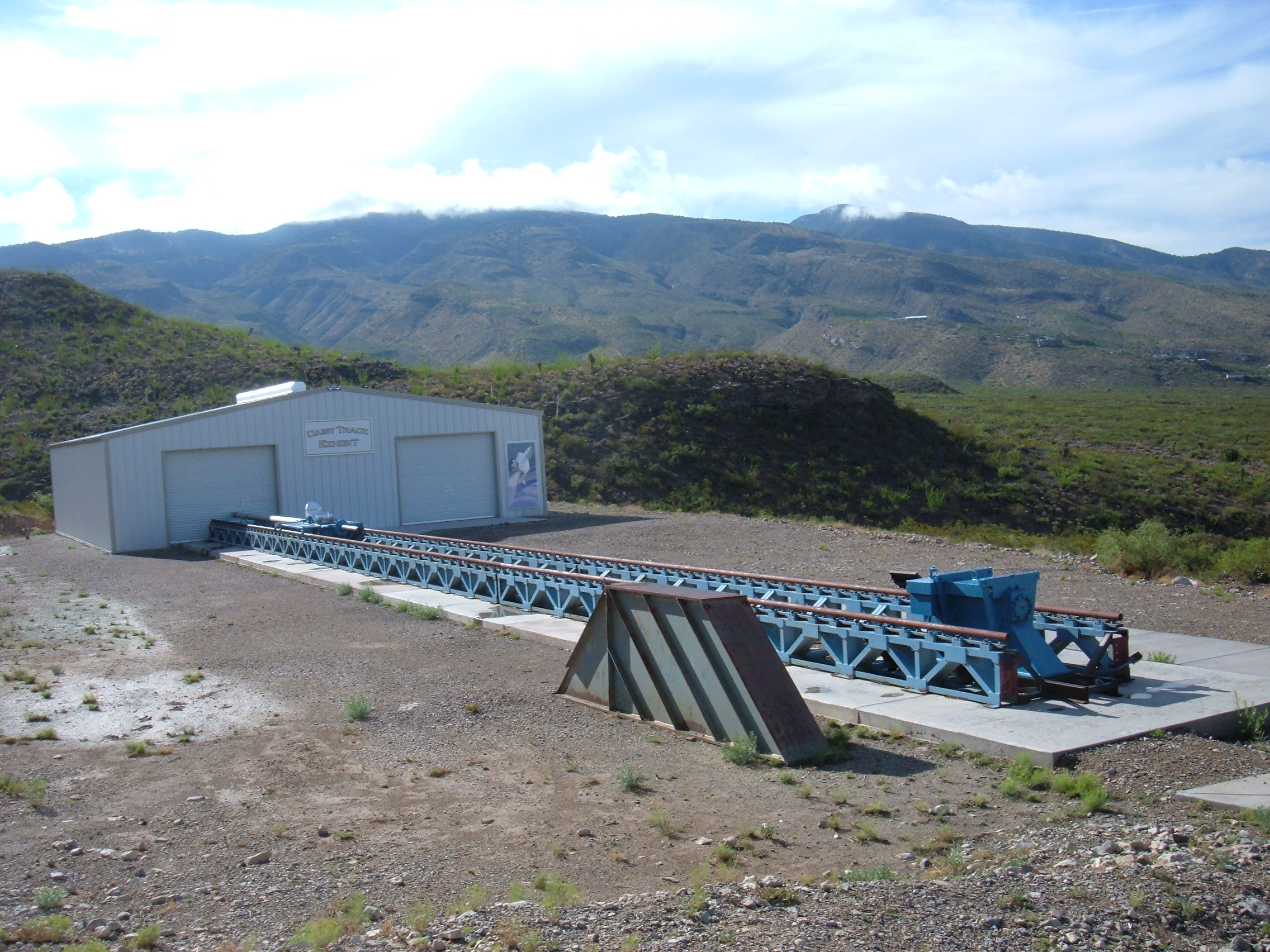
Daisy Track Alamogordo

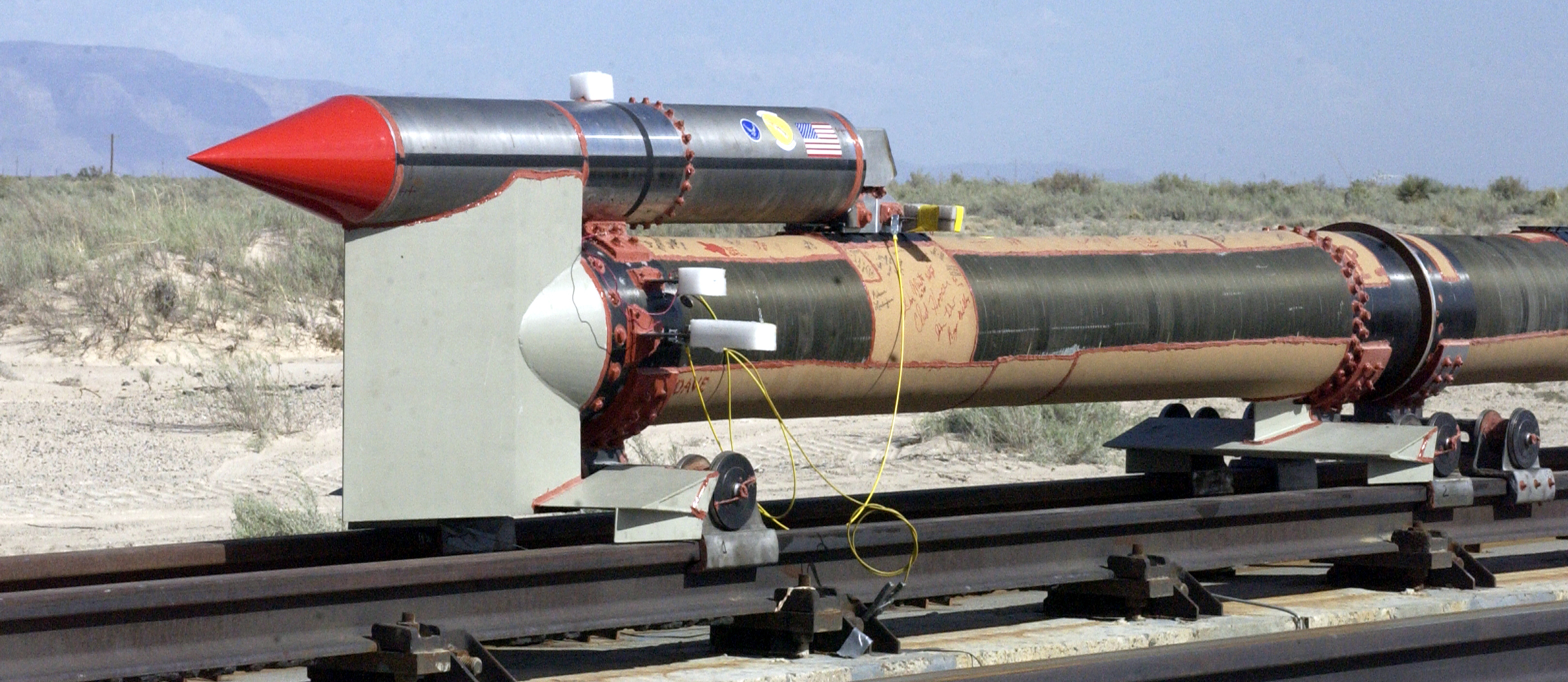
8.5 Mach rocket sled

A rakétaszánok a világ leggyorsabb vasúti járművei.

## Felépítése
A rakétaszán rakétahajtású berendezés, amely sínen mozog. A pályája rendszerint vízszintes.
Mint a neve mutatja, a rakétaszánnak nincs kereke. A vasúti sínen ún. papucsokon csúszik. Megfelelő sebesség esetén a sín és a csúszófelület között légpárna jön létre.

## Alkalmazása
Az Amerikai Egyesült Államokban használták a hidegháború idején, olyan kísérletekhez, melyeket túl kockázatos lett volna repülőgépeken tesztelni.
Ezt a technológiát használták a Holloman légibázison katapultülések tesztelésére. Az Edwards légibázison katapultülések tesztjeit, repülőgépek formai kialakításának és gyorsulásának vizsgálatait végeztek rakétaszánokkal.
Az ember nélküli rakétaszánokat még mindig használják, hogy költséges kilövések nélkül teszteljék a rakétaalkatrészeket. A sebességi világrekordjuk: 2003. április 30-án egy négyfokozatú rakétaszán a Holloman légibázison 8,5 Machot (10 325 km/h-t) ért el.
Az Edwards légibázis rakétaszánpályájának sínjeit felszedték, és a Holloman légibázis pályáját hosszabbították meg azzal: így csaknem 16 km hosszú lett.

## Külső hivatkozások
- impactlab.com: A világ leggyorsabb rakétaszánja Archiválva 2008. október 22-i dátummal a Wayback Machine-ben
- Holloman High Speed Test Track
- Sandia Sled Tracks Archiválva 2015. február 23-i dátummal a Wayback Machine-ben
- Redstone Technical Test Center Test Area 1
- Langford Lodge Martin Baker Track
- New Mexico Tech EMRTC Sled Track
- Improbable Research